# Maurits Dousselaere
Maurits Dousselaere (Brugge, 14 mei 1923 - 1 oktober 1985) was een Belgisch kunstschilder die behoorde tot de Brugse School.

## Levensloop
Hij studeerde aan de Brugse kunstacademie. Hij woonde in Sint-Kruis en werd daar medestichter van de Kunstkring Iris. Hij was ook actief in Kring 46, die zijn basis had in Café Vlissinghe en tentoonstelde in de Galerie Novana van de familie Goegebeur, Coupure 1.
Hij was een talentrijke tekenaar en schilder die zich vooral bekwaamde in wit-zwarte of ingekleurde etsen. Zijn onderwerpen waren vooral het erfgoed in het Brugse Ommeland, maar ook veel Brugse stadsgezichten.

## Publicatie
- Marcel VAN DE VELDE, Brugse Paneeltjes, met Pentekeningen door Maurits Dousselaere, Brugge, 1967.